# Allium lopadusanum
L'aglio di Lampedusa (Allium lopadusanum Bartolo, Brullo & Pavone, 1986) è una pianta della famiglia Amaryllidaceae, endemica dell'isola di Lampedusa.

## Descrizione
È una specie erbacea geofita bulbosa, con fusto alto 10–40 cm, dotato di 4-6 foglie di colore verde glauco, lunghe 18–25 cm. I fiori, riuniti in una infiorescenza terminale irregolarmente ovaliforme, sono a forma di campanula, con tepali oblunghi, di colore bianco-rosato, con una venatura mediana verdastra. Il frutto è una capsula tricarpellare, lunga 3-3,5 mm.
Fiorisce da giugno a settembre.
Il numero cromosomico di A. lopadusanum è 2n=16.

## Distribuzione e habitat
È una specie endemica esclusiva dell'isola di Lampedusa.
Cresce negli ambienti di gariga e di prateria xerica.